# Saby Kamalich
Sabina Fantoni Kamalich (Lima, 13 de mayo de 1939-Ciudad de México, 13 de septiembre de 2017), conocida como Saby Kamalich, fue una actriz peruano-mexicana. Conocida por su papel de María Ramos en la telenovela Simplemente María.

## Biografía
Saby Kamalich nació en 1939, en Lima, Perú. Hija de Antonio Fantoni, italiano, y María Kamalich, croata, se crio en el distrito de San Miguel. Hizo sus estudios en el Colegio Sagrados Corazones Belén. Estuvo casada con el actor Carlos Tuccio, con quien tuvo cuatro hijos. 
Debutó en el Canal 4 de Radio América en 1959 con la serie Bar Cristal, el primer programa de ficción de la TV peruana. Posteriormente, en Kid Cristal, actuó junto con Ricardo Blume. 
Tiempo después sería contratada por Panamericana Televisión para protagonizar diversas telenovelas que la gran cadena peruana colocaba en diversos canales del continente, hasta llegar a Simplemente María, realizada por Panamericana Editora en 1969.

## Trayectoria
Simplemente María (1969-1971) la llevó inmediatamente a la popularidad en países como Guatemala, El Salvador, Honduras, Nicaragua, Costa Rica, Panamá, Colombia, Perú, Ecuador, Bolivia, Chile, Argentina, Paraguay, Uruguay, la República Dominicana, Cuba, Venezuela, Puerto Rico y México. En busca de mejores oportunidades, en 1971, la actriz emigra hacia México para participar en diversas producciones. En el cine mexicano, compartió créditos estelares con Antonio Aguilar, Narciso Busquets y Sara García en la película Valente Quintero, filmada en 1972 y estrenada en 1973.
Además, se le brindó la oportunidad de trabajar al lado de Braulio Castillo.
Retornó a Perú a comienzos de los ochenta (1983) para actuar en algunos capítulos de la serie policial peruana Gamboa en Panamericana Televisión, dirigida por el cineasta y productor peruano Luis Llosa Urquidi.
Ya entrada la década de los 80, retorna a México nuevamente con participaciones en telenovelas como Cuando los hijos se van, La gloria y el infierno, Amor en silencio y La casa al final de la calle.
En la década de los 90, participa en la telenovela Destino. En 1991, participa en la telenovela Yo no creo en los hombres, interpretando a una matriarca villana y vengativa. Durante toda la década, continúa trabajando activamente en telenovelas como María José, Retrato de familia y Sin ti. En 1997 emigra a la naciente cadena TV Azteca y participa en telenovelas como La casa del naranjo, Amores, querer con alevosía y La duda, interpretando principalmente papeles antagónicos. También participa en telenovelas producidas por la cadena Telemundo, como Corazón partido y Madre Luna.

## Telenovelas
- La otra cara del alma (2012-2013) .... Josefina Quijano, Vda. de De la Vega
- Mujer comprada (2009-2010) .... Giovanna Lombardi de Díaz-Lozano
- Secretos del alma (2008-2009) .... Victoria Rivas, Vda. de Lascuráin
- Madre Luna (2007-2008) .... Trinidad Zapata, Vda. de Portillo
- Corazón partido (2005-2006) .... Virginia
- Gitanas (2004-2005) .... Victoria Lambert de Domínguez
- La duda (2002-2003) .... Elvira
- Amores, querer con alevosía (2001) .... Cristina
- Tres veces Sofía (1998-1999) .... Adelaida
- La casa del naranjo (1998) .... Sara Olmedo
- Sin ti (1997-1998) .... Dolores, Vda. de Luján
- No tengo madre (1997) .... Tina Tomassi
- Retrato de familia (1995-1996) .... Pilar, Vda. de Mariscal
- María José (1995) .... Piedad de Almazán
- Carrusel de las Américas (1992) .... Rosa Huamán
- Yo no creo en los hombres (1991) .... Leonor Ibáñez de la Vega
- Destino (1990) .... Mercedes Villaseñor
- La casa al final de la calle (1989) .... Esperanza Gaytán
- Amor en silencio (1988) .... Andrea Trejo de Ocampo
- El padre Gallo (1986-1987) .... Aurora
- La gloria y el infierno (1986) .... Sara Vallarta
- Principessa (1984-1986) .... Amantina
- Cuando los hijos se van (1983) .... Francisca Mendoza
- El hogar que yo robé (1981) .... Jimena
- Pelusita (1980-1981) .... Beatriz
- Amor prohibido (1979-1980) .... Clara Galván
- Mi hermana la nena (1976-1977) .... Silvia Guzmán/Geny Grimaldi
- Barata de primavera (1975-1976) .... Adriana de la Lama
- Mi rival (1973) .... María Elena
- Rosas para Verónica (1971) .... Verónica
- Simplemente María (1969-1971) .... María Ramos
- El canillita (1969)
- Perdóname (1968)
- Dime la verdad (1968)
- La condenada (1967)
- Locura de amor (1967)
- Santa Rosa de Lima (1967)
- Yaniré (1966)
- Un sueño de amor (1966)
- Se solicita una enfermera (1966)
- El precio del orgullo (1966)
- La voz del corazón (1966)
- Paula (1966)
- Doña Bárbara (1963)
- Cumbres borrascosas (1963)
- Los buitres (1962)
- La colmena (1962)
- Kid Cristal (1960)
- Bar Cristal (1959)

## Películas
- El embajador y yo (1966)
- Simplemente María  (1972) .... María Ramos
- Valente Quintero (1973), con Antonio Aguilar, Narciso Busquets y Sara García
- Balum Canan (1976)
- Papá por accidente (1981)
- Mariana, Mariana (1987) .... mamá de Carlitos
- La otra mujer, con Mauricio Garcés, 1971
- Adiós, amor, con Julio Alemán. 1971
- Las 3 perfectas casadas, con Mauricio Garcés, 1973